# Adoretus tenuimaculatus
Adoretus tenuimaculatus es una especie de escarabajo del género Adoretus, familia Scarabaeidae. Fue descrita científicamente por Waterhouse en 1875.
Se distribuye por Corea, Japón y China. La especie se mantiene activa durante todos los meses del año excepto en diciembre.